# Heilberscheid
Heilberscheid település Németországban, Rajna-vidék-Pfalz tartományban. Lakosainak száma 649 fő (2023. december 31.). Heilberscheid Isselbach, Nomborn és Montabaur községekkel határos.

## Népesség
A település népességének változása:
| Lakosok száma | 445  | 663  | 651  | 643  | 662  | 649  |
|               | 1975 | 2017 | 2019 | 2021 | 2022 | 2023 |